# Nzérékoré
Nzérékoré (N'ko: ߒߛߙߍߜߘߺߍ߬, Adlam: 𞤟𞤫𞤪𞤫𞤳𞤮𞤪𞤫) là thành phố lớn thứ hai ở Guinea theo dân số sau thủ đô Conakry. Thành phố này là thủ phủ của Tỉnh Nzérékoré. Nzérékoré là một trung tâm thương mại và kinh tế và nằm cách Conakry khoảng 354 dặm (570 km) về phía đông nam. Đây là trung tâm của một cuộc nổi loạn chống lại sự cai trị của Pháp vào năm 1911 và hiện được biết đến như một thị trấn chợ và còn được biết đến với nghề kim hoàn. Dân số của Nzérékoré nằm trong khoảng từ ~110.000 đến ~290.000 vào năm 1996 dựa trên điều tra dân số, và đang tăng đáng kể kể từ khi bắt đầu các cuộc nội chiến ở các nước láng giềng Liberia, Sierra Leone và Bờ Biển Ngà gây ra làn sóng di cư vào, với dân số hiện tại nằm trong khoảng từ 230.000 đến ~400.000.

## Khí hậu
Thành phố có mùa mưa kéo dài từ tháng 3 đến tháng 11, trong khi ba tháng còn lại tạo thành mùa khô. Trong khi nhiệt độ trung bình hàng ngày vẫn tương đối ổn định trong suốt cả năm, nơi đây có sự thay đổi nhiệt độ ban ngày cao hơn nhiều trong mùa khô với mức cao trung bình khoảng 33 °C hay 91,4 °F và mức thấp trung bình dao động từ 10 đến 13 °C hay 50,0 đến 55,4 °F. Lượng mưa trung bình hàng năm của thành phố vào khoảng 1.800 mm hay 70 in.

## Giao thông
Đường cao tốc N1 kết nối thành phố với Kankan ở phía bắc. Thành phố còn có Sân bay Nzérékoré.